# Éa (digramme)
Cette page contient des caractères spéciaux ou non latins. S’ils s’affichent mal (▯, ?, etc.), consultez la page d’aide Unicode.
Pour les articles homonymes, voir EA.
Éa (minuscule éa) est un digramme de l'alphabet latin composé d'un E accent aigu (É) et d'un A.

## Linguistique
- En irlandais, le digramme ‹ éa › représente le phonème [eː] devant une consonne étendue.

## Représentation informatique
Comme la majorité des digrammes, il n'existe aucun encodage de ‹ éa › sous un seul signe, il est toujours réalisé en accolant un E accent aigu et un A.

### Unicode
Les caractères Unicode utilisables pour former ce digramme sont, :
- Capitale ÉA : U+00C9 U+0041
- Majuscule Éa : U+00C9 U+0061
- Minuscule éa : U+00E9 U+0061